# RK-Bro

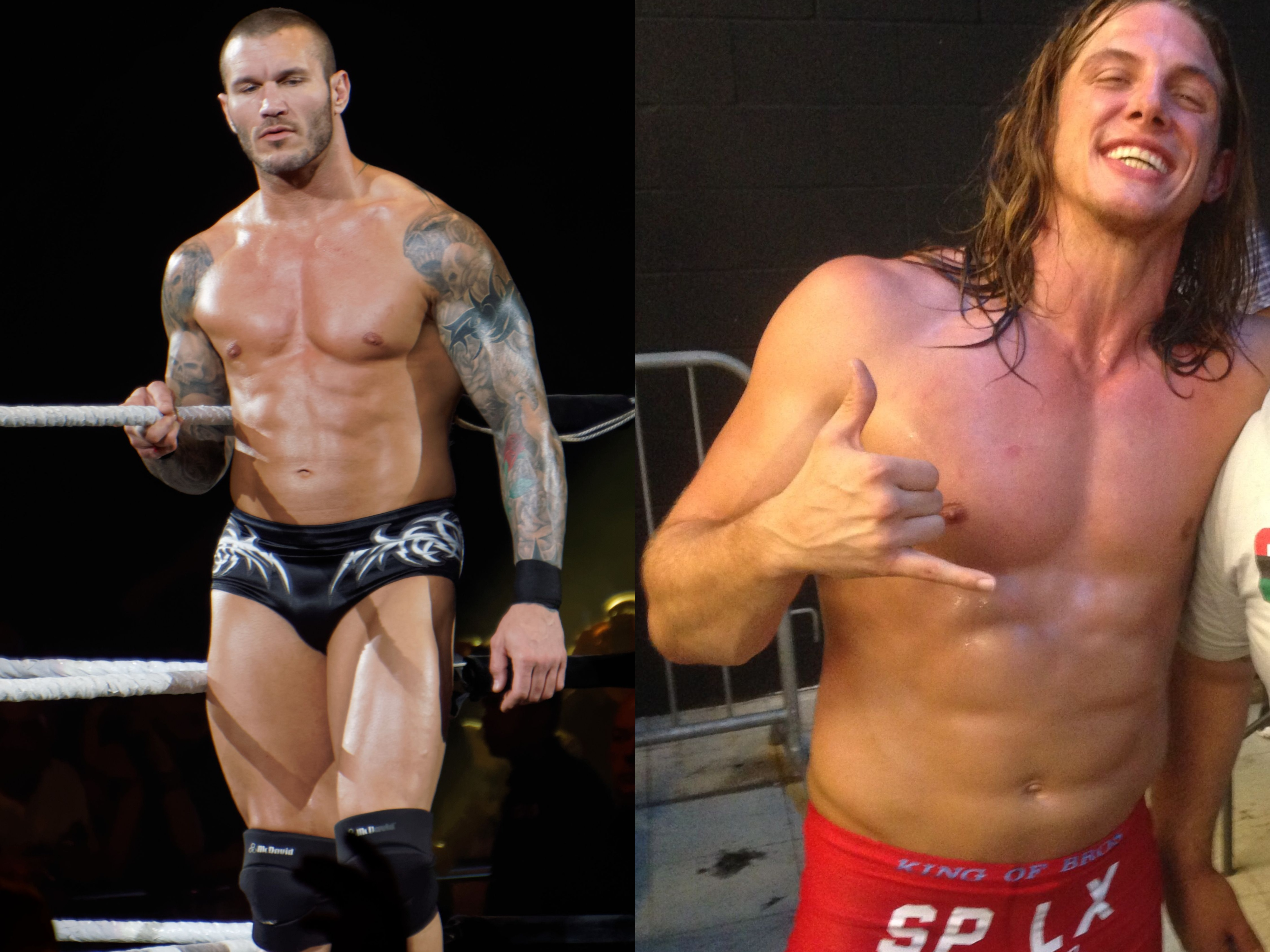
Randy Orton (à esquerda) e Matt Riddle (à direita).

RK-Bro é uma dupla de luta livre profissional americana composta por Randy Orton e Riddle e atuam na marca Raw, onde são os atuais Campeões de Duplas em seu primeiro reinado. O nome da equipe é derivado das iniciais de Orton e finalizador "RKO" e combinado com o apelido de Riddle, "Bro".

## História
Em 19 de abril de 2021 no episódio do Raw, Riddle interromperia uma entrevista nos bastidores de Orton, onde Riddle sugeriu a formação de uma tag team, com Orton descartando a ideia ao sair. Um combate foi realiazado mais tarde na noite entre Orton e Riddle, onde Riddle ganhou com um roll-up. Na semana seguinte no Raw, Orton estava nos bastidores com Riddle quando ele sugeriu uma tentativa de fazerem uma equipe. Mais tarde, o recém-rotulado RK-Bro derrotaram Cedric Alexander e Shelton Benjamin. Em uma entrevista nos bastidores depois, Orton sugeriu a Riddle que eles levassem a equipe "um dia de cada vez", fazendo Orton um face pela primeira vez desde o início de 2020.
No episódio do Raw em 3 de maio, Orton e Riddle derrotaram Elias e Jaxson Ryker; isso trouxe o recorde de RK-Bro para 2–0. No episódio do Raw de 10 de maio, RK-Bro se juntou ao The New Day (Kofi Kingston e Xavier Woods) para derrotarem AJ Styles, Omos, Elias e Ryker em uma luta tag team de oito homens, aumentando o recorde de RK-Bro para 3–0. No Raw de 21 de junho, Orton enfrentou John Morrison em um combate de qualificação para o Money in the Bank, mas foi derrotado. Na semana seguinte, Orton estava escalado para enfrentar AJ Styles e Drew McIntyre em uma luta de última chance, mas por razões desconhecidas foi retirado e substituído por Riddle, que perderia a luta para Orton.

### Campeões de Duplas do Raw (2021-presente)
Depois de uma ausência de sete semanas, Orton voltou ao Raw de 9 de agosto, onde inicialmente interrompeu sua equipe com Riddle. Mais tarde naquela noite, Orton derrotou AJ Styles em uma luta após a ajuda de Riddle e depois fingiu abraçá-lo, no entanto, Orton atacou Riddle com um RKO, que não foi interpretado como uma virada de personagem, mas sim como a forma única de Orton de mostrar gratidão. Na semana seguinte, Orton reuniu oficialmente a equipe depois que Riddle o salvou de um ataque nas mãos de AJ Styles e Omos. No SummerSlam, RK-Bro derrotou Styles e Omos para ganhar seu primeiro Raw Tag Team Championship, tanto individualmente quanto em equipe, dando a Omos sua primeira derrota na WWE.. Na edição de 30 de agosto do Raw, eles defenderam com sucesso seus títulos contra Bobby Lashley e MVP, membros do The Hurt Business. No Crown Jewel, RK-Bro manteria seus títulos contra AJ Styles e Omos.

## Campeonatos e conquistas
- WWE
  - WWE Raw Tag Team Championship (1 vez)